# بيتار ايفانوف (مصارع رياضي)
بيتار ايفانوف هو مصارع رياضي بلغاري، ولد في 25 أغسطس 1958 في بورغاس في بلغاريا.

## وصلات خارجية
- بيتار ايفانوف على موقع قاعدة بيانات المصارعة الدولية (الإنجليزية)
- بيتار ايفانوف على موقع أوليمبيديا (الإنجليزية)